# Howtaszen (Szirak)
Howtaszen – wieś w Armenii, w prowincji Szirak. W 2011 roku liczyła 294 mieszkańców.